# Hüttelngesäß
Hüttelngesäß ist eine kleine Siedlung, die 2001 zu einer Wohnanlage umgestaltet wurde. Sie gehört zum Ortsteil Neuses der Großgemeinde Freigericht in Hessen. 

## Geographie
Hüttelngesäß liegt im mittleren Kahlgrund im südöstlichen Zipfel des Main-Kinzig-Kreises am unteren Ende des Teufelsgrundes. Der Ort ist eine hessische Quasi-Exklave, da er nur über Straßen erreicht werden kann, die durch den Landkreis Aschaffenburg in Bayern führen (Staatsstraße 2305).

## Name

### Etymologie
Der Name Hüttelngesäß besteht aus dem alten Wort geses, das Behausung oder Wohnsitz bedeutet, und dem Wort hüten, das früher auch mit Doppel-t geschrieben wurde. Er bezieht sich auf das Schloss Hüttelngesäß, dessen Aufgabe es war, den Wohnsitz zu behüten. Weitere Orte in der Region mit dieser Namenswurzel sind Mensengesäß, Eidengesäß, Armansgesäß und Dursgesäß (heute Dörsthöfe).

### Frühere Schreibweisen
- 1219 Hittengeseze
- 1356 Hudelngesäß
- 1842 Hintengesäss[1]
- 1860 Hüttengesäß[2]
- 1937 Hüttelngesäß[3]

## Geschichte

### Mittelalter
Hüttelngesäß gehörte zum Gericht Somborn, das wiederum Teil des Freigerichts Alzenau war. Dieses war zwar reichsunmittelbar, aber das Reich verpfändete oder vergab das Gebiet immer wieder. So wechselten die Landesherren, zu denen die Herren und späteren Grafen von Hanau, die Herren von Randenburg, die Herren von Eppstein und Kurmainz zählten.

### Neuzeit
Im Jahr 1500 belehnte der römisch-deutsche König Maximilian I. den Erzbischof von Mainz und den Grafen von Hanau-Münzenberg gemeinsamen mit dem Freigericht, das sie nun als Kondominat verwalteten. Mit der Einführung der Reformation in der Grafschaft Hanau entwickelte sich zwischen den beiden Landesherrn eine auch religiöse Konkurrenz, die eine Ausbreitung des Protestantismus behinderte. Hüttelngesäß blieb katholisch und die kirchliche Jurisdiktion bei den Erzbischöfen von Mainz.
1740 wurde das Kondominat mit einem Vertrag, dem „Partifikationsrezess“, in einer Realteilung aufgelöst. Das Gericht Somborn  und damit auch Hüttelngesäß fielen dabei an die Landgrafschaft Hessen-Kassel, die 1736 die Grafen von Hanau beerbt hatte. Das Dorf wurde deren Amt Altenhaßlau zugeschlagen.
Seit 1754 befindet sich der Forsthof Hüttelngesäß mitsamt der angrenzenden Ruine im Besitz der Familie von Savigny.
1803 wurde die Landgrafschaft Hessen-Kassel zum Kurfürstentum Hessen erhoben. Während der napoleonischen Zeit stand das Amt Altenhaßlau ab 1806 zunächst unter französischer Militärverwaltung, gehörte von  1807 bis 1810 zum Fürstentum Hanau und von 1810 bis 1813 zum Großherzogtum Frankfurt, Departement Hanau. Anschließend fiel es wieder an das Kurfürstentum Hessen zurück, das auf dem Wiener Kongress 1815 wiederhergestellt wurde. Nach der Verwaltungsreform des Kurfürstentums Hessen von 1821, durch die Kurhessen in 4 Provinzen und 22 Kreise eingeteilt wurde, ging das Amt Altenhaßlau im neu gebildeten Kreis Gelnhausen auf. Mit der Annexion Kurhessens durch das Königreich Preußen nach dem verlorenen Krieg von 1866 wurde auch Hüttelngesäß preußisch und kam zur Provinz Hessen-Nassau. Hüttelngesäß wurde Neuses zugeschlagen.
Zum 1. Januar 1970 wurde Neuses im Zuge der Gebietsreform in Hessen auf freiwilliger Basis mit weiteren Gemeinden zu der neuen Gemeinde Freigericht zusammengeschlossen. 1974 ging der Kreis Gelnhausen im Main-Kinzig-Kreis auf.
Vor dem Umbau der Siedlung zu einer Wohnanlage 2001 bestand Hüttelngesäß nur aus einem Forsthof, einem Jagdhaus und der Ruine einer Wasserburg.

## Wissenswert
- Nicht zu verwechseln ist Hüttelngesäß mit dem 20 Kilometer entfernten Hüttengesäß bei der Ronneburg.
- Der hessische Ort Hüttelngesäß besitzt die gleiche Postleitzahl und Telefonvorwahl wie der benachbarte bayerische Markt Mömbris.